# Balistes vetula
El pez ballesta reina (Balistes vetula) es un pez marino del orden Tetraodontiformes, llamado cochino en Cuba

## Forma y coloración
De color verde oliva o grisáceos hacia la parte dorsal y amarillo naranja en la ventral. Tiene sobre la mejilla dos franjas azules características de la especie que se curvan hacia la región ventral por delante de las pectorales. Alrededor de los ojos presenta rayas azules radiales, bordeadas de amarillo. 
Pedúnculo caudal con una franja azul clara 
Dorsal: III-29-31, anal: 26-28, pectoral: 15-16 (Randall 1996).
En Cuba es llamado «cochino», siendo la razón del homónimo de la bahía  Bahía de Cochinos.

## Distribución
Desde el nordeste de los Estados Unidos y las Bermudas hasta el sureste del Brasil, a lo largo de la costa del Caribe y en la plataforma de las Antillas.